# Nioumadzaha Mvoumbari
Nioumadzaha Mvoumbari är en ort i Komorerna.   Den ligger i distriktet Grande Comore, i den västra delen av landet, 27 km sydost om huvudstaden Moroni. Nioumadzaha Mvoumbari ligger 372 meter över havet och antalet invånare är 1 637.
Terrängen runt Nioumadzaha Mvoumbari är varierad. Havet är nära Nioumadzaha Mvoumbari åt nordost.  Närmaste större samhälle är Foumbouni, 4,0 km sydost om Nioumadzaha Mvoumbari. 